# Фалароза (Ђенова)
Фалароза је насеље у Италији у округу Ђенова, региону Лигурија.
Према процени из 2011. у насељу је живело 2 становника. Насеље се налази на надморској висини од 858 м.